# Association antimaçonnique de France
L'Association antimaçonnique de France est une association antimaçonnique française active au début du XXe siècle.

## Historique
Fondée en 1904, l'association remplace le Comité Antimaçonnique de Paris, fondé par J. Tourmentin en 1897. Parmi ses membres les plus notables, on peut citer Émile de Marcère (déjà président du Comité en 1902) ou l'amiral de Cuverville.
Très active à la suite de l'affaire des fiches, l'association reprend la revue La Franc-maçonnerie démasquée (dirigée par Gabriel de Bessonies sous le nom de plume de Soulacroix puis par l'abbé Tourmentin) et publie des répertoires avec plus de 30 000 noms de francs-maçons. La Ligue antimaçonnique de Belgique prit modèle sur elle lors de sa constitution.
Appelée quelquefois à tort « Ligue antimaçonnique de France », elle ne doit pas être confondue avec la Ligue française antimaçonnique, active à la même époque.

## Membres du bureau
- Henri Alpy, conseiller municipal de Paris (vice-président)[2]
- Jules de Cuverville (président avant 1912)
- Dominique Delahaye (président après 1920)[3]
- Roger de Kerdrel (président avant 1914)[4]
- Baron J. de La Hougue, docteur en droit (secrétaire-trésorier)[2]
- Gabriel de Ramel (vice-président[2] puis président de 1914[4] à 1920)
- J. Tourmentin (secrétaire général)[2]

## Publications
- Répertoire maçonnique, Paris, 1908.